# István Fábián
István Fábián är en ungersk kanotist.
Han tog bland annat VM-silver i K-1 10000 meter i samband med sprintvärldsmästerskapen i kanotsport 1977 i Sofia.